# Paul Grünberg
Paul Grünberg (* 20. Februar 1857 in Brieg, Niederschlesien; † 8. August 1919 in Jena) war ein deutscher lutherischer Theologe.

## Leben
Nach dem Besuch des Gymnasiums in Saarbrücken studierte Grünberg Evangelische Theologie an der 1872 neu gegründeten Kaiser-Wilhelm-Universität Straßburg und trat 1880 in den Dienst der Evangelischen Kirche Augsburgischen Bekenntnisses von Elsass und Lothringen. Seine erste selbständige Pfarrstelle erhielt er 1887 in Alteckendorf. 1893 wurde er in das angesehene Pfarramt an Alt. St. Peter in Straßburg berufen, von wo er 1902 in die Neue Kirche wechselte. Ehrenamtlich wirkte er daneben als Mitglied des theologischen Prüfungsausschusses und als Vorsitzender des Vereins für Innere Mission im Elsass.
Als überzeugter preußisch-deutscher Patriot beteiligte sich Grünberg seit Beginn seiner Amtszeit an der Germanisierung der Bevölkerung im lange Zeit französischen Reichsland Elsaß-Lothringen. Dazu dienten neben seinen Predigten auch seine zahlreichen Veröffentlichungen, die sich vorwiegend der Kirchengeschichte des Elsass in deutscher Zeit widmeten. Sein bedeutendstes Werk ist eine dreibändige Monographie über Philipp Jakob Spener (1893–1906), die bis heute nicht vollständig überholt ist. Für die beiden ersten Bände wurde er 1905 von der Universität Straßburg mit der Ehrendoktorwürde ausgezeichnet. Ab 1909 veröffentlichte er auch direkte Beiträge zur politischen Situation.
Nach der Niederlage Deutschlands im Ersten Weltkrieg wurde Grünberg noch Ende Dezember 1918 aus Straßburg vertrieben. Im Juni 1919 konnte er eine neue Pfarrstelle in Mosbach bei Eisenach antreten, starb aber kurz darauf.

## Schriften (Auswahl)
- Biblische Redensarten: eine Studie über den Gebrauch und Missbrauch der Bibel in der deutschen Volks- und Umgangssprache. Heilbronn: Henninger, 1888
- Philipp Jakob Spener. Göttingen: Vandenhoeck und Ruprecht (Nachdruck, hrsg. von Erich Beyreuther. Olms, Hildesheim 1988)
  - Bd. 1. Die Zeit Speners; Das Leben Speners; Die Theologie Speners. 1893
  - Bd. 2. Spener als praktischer Theologe und kirchlicher Reformer. 1905
  - Bd. 3. Spener im Urteil der Nachwelt und seine Einwirkungen auf die Folgezeit; Spener-Bibliographie; Nachträge und Register. 1906
- Die Jesuiten und die Gegenreformation im Elsass. Strassburg 1894
- Handbuch für die Innere Mission in Elsass-Lothringen. Herausgegeben im Auftrag der Evangelischen Gesellschaft in Strassburg zur Förderung der innern Mission in Verbindung mit mehreren Mitarbeitern. Strassburg 1899
- Zur Statistik der evangelischen Geistlichkeit in Elsass-Lothringen. Altenburg 1907
- Der deutsche Gedanke im Elsass von 1815-1870. Saarbrücken 1908
- Zur elsässischen Lage und Frage. Strassburg: Heitz J. H. Ed, 1909
- Evangelische Kirchenkunde für Elsass-Lothringen. Strassburg 1910
- Die evangelische Kirche: Ihre Organisation und ihre Arbeit in der Großstadt. Göttingen: Vandenhoeck u. Ruprecht, 1910
- Die evangelische Gemeinde und die Innere Mission. [Giessen], [1912]
- Hauptprobleme der evangelischen Gemeindeorganisation in der Gegenwart. [Berlin], [1912]
- Die elsass-lotharingische Eigenart und die Landesregierung. Strassburg 1914
- Die zehn Gebote im Krieg. Kriegsandachten. Strassburg 1915
- Die Reformation und das Elsass: Festschrift zur 400 jährigen Jubelfeier der Reformation. Strassburg: K. J. Trübner, 1917